# Reisevermittler
Ein Reisevermittler oder auch Reisemittler ist ein wirtschaftlich selbständiges Reisebüro, das Leistungen eines Dritten vermittelt oder besorgt. Die Leistungen von Dritten können sämtliche touristische Dienstleistungen umfassen, wie beispielsweise Pauschalreisen oder Bausteine, die von einem Reiseveranstalter angeboten werden, aber auch Hotelzimmer, Linienflüge, Reiseversicherungen, Mietwagen und dergleichen.

## Allgemeines
Reisebüro ist eine gewerberechtliche Bezeichnung eines Unternehmens, Reisevermittler und Reiseveranstalter sind juristische und finanztechnische Unterscheidungsbegriffe bei einem Reisebüro.
Wirtschaftlich selbständige Reisebüros können sowohl herkömmliche, stationäre Laden-Reisebüros, als auch Reisebüros mit ausschließlichem Internet-Vertrieb sein.

## Arten von Reisevermittlern

### Rechtliche Unterscheidung
Rechtlich wird im Hinblick auf den Status von Reisevermittlern unterschieden zwischen:

#### Handelsvertreter
Handelsvertreter sind Reisevermittler, die meist an Reiseveranstalter durch einen Agenturvertrag gebunden sind; diese Bindung kann bei der Angebotsempfehlung an Kunden eine Rolle spielen, da einerseits der Reisevermittler Umsatzvorgaben vom Reiseveranstalter zu erfüllen hat, andererseits von diesem bessere Produktschulungen erhält u. a. m.; ein Reisevermittler mit Handelsvertreterstatus handelt „im fremden Namen auf fremde Rechnung“; daher kann dieser Reisevermittler auch als Erfüllungsgehilfe des Reiseveranstalters gesehen werden.
Dies ist ein wichtiger Punkt bei der Haftung des Reisevermittlers gegenüber dem Kunden in Bezug auf Versprechen, die er macht, jedoch vom Reiseveranstalter zu vertreten sind. Das heißt, jede Zusage, die ein Reisevermittler als Handelsvertreter einem Kunden im Zusammenhang mit einer Buchung von einem Reiseveranstalter gibt, muss auch der Reiseveranstalter einhalten. Selbst wenn dieser nie von jener Zusage erfährt, haftet er dafür nach der Gewährleistung und/oder dem Schadenersatzrecht.

#### Handelsmakler
Handelsmakler im Sinne von §§ 93 ff. Handelsgesetzbuch ist ein nicht durch Agenturverträge an einzelne, bestimmte Reiseveranstalter gebundenes Reisebüro. Es kann freier bei der Wahl der Reiseveranstalter entscheiden, die es seinen Kunden vermittelt. Reisevermittler mit Handelsmaklerstatus vermitteln Reiseveranstaltungen „im fremden Namen und auf fremde Rechnung“.
Dies ist wiederum bei Haftungsfragen entscheidend, weil in diesem Fall der Reiseveranstalter nicht für (falsche) Zusagen des Reisevermittlers bei seinen Reiseprodukte gegenüber dem Kunden haftet.

### Unterscheidung nach Vertriebsweg
Vom Vertriebsweg her unterscheiden Reisevermittler sich in stationäre und Online-Reisevermittler.

#### Stationäre Reisevermittler
Stationäre Reisevermittler können alle Arten von Reisebüros sein. Merkmal sind vorgegebene Öffnungszeiten und Personal, das zur persönlichen Beratung und Buchung den Kunden entweder in einem Lokal oder über Kommunikationseinrichtungen (Telefon, Fax, E-Mail) zur Verfügung stehen.

#### Online-Reisevermittler
Das sind Reisevermittler, die im Internet als Online-Reisevermittler auftreten. Durch das Anbieten von Reisen via Internet sind Online-Reisevermittler nicht ortsgebunden und bieten dem Kunden den Vorteil, dass dieser an keine Reisebüro-Öffnungszeiten gebunden ist.

## Versicherung gegen Zahlungsunfähigkeit und Insolvenz
Die Richtlinie 90/314/EWG (Pauschalreiserichtlinie) vom 13. Juni 1990 (Artikel 7) schreiben vor, dass jeder Reiseveranstalter oder Vermittler Zahlungen von Kunden für eine Reise gegen Zahlungsunfähigkeit oder Insolvenz versichern muss. Ein Reiseveranstalter/Reisevermittler darf Zahlungen erst dann entgegennehmen, wenn er dem Reisenden zuvor einen Reisesicherungsschein ausgehändigt hat. Dies gilt auch bei Buchung eines Ferienhauses.
Im Ferienhaustourismus sieht der Gesetzgeber außerdem auch bei nur einer Reiseleistung (Ferienhaus) den Status eines Reiseveranstalters als gegeben an. Auch Reisevermittler die zwischen Ihnen und dem Eigentümer des Ferienhauses vermitteln müssen sich gegen Insolvenz versichern. Eine gerne so genannte Inkassovollmacht gibt es nicht, es sei denn, es wird ein Sicherungsschein gegen Zahlung ausgegeben.

## Agenturvertrag
Ein Agenturvertrag regelt die Rechte und Pflichten zwischen einem Reiseveranstalter und einem Reisevermittler. Darin werden u. a. die Höhe der Erfolgsvergütung (Provision), die Zahlungsverpflichtungen beider Vertragspartner, was der Reisevermittler gegenüber dem Kunden als Erfüllungsgehilfe des Reiseveranstalters zu tun oder zu unterlassen hat, geregelt. Ein Agenturvertrag wird üblicherweise über die Laufzeit von einem Geschäftsjahr abgeschlossen. Wobei sich aus der Tradition heraus ein Geschäftsjahr in der Reisebranche vom 1. November bis 31. Oktober ergibt.
In der Schweiz regeln die Art 418 a) ff. des Obligationenrechts diesen Agenturvertrag (auch für andere Bereiche), und zwar als Sonderform des Auftrags.

## Arten von Reisevermittler-Verträgen
Der Reisende kann mit einem Reisevermittler zwei verschiedene Verträge abschließen:
- einen Reisevermittlungsvertrag zwischen Reisenden und Reiseveranstalter; darin werden alle wesentlichen Merkmale der Reise vereinbart (Reisetermin, Reiseart, Reiseziel, Unterbringung, Verpflegung, Reisepreis, Zahlungsmodalitäten);
- einen Geschäftsbesorgungsvertrag, in Deutschland nach §§ 675, 631ff BGB, auf den die §§ 651a BGB (Reisevertrag) keine Anwendung findet; darin verspricht der Reisevermittler die ordnungsgemäße Vermittlung dem Kunden; in Österreich kommt ein Geschäftsbesorgungsvertrag auf der Grundlage von §§ 1002 ff AGB zustande;

## Pflichten eines Reisevermittlers
- Aufklärung des Kunden in Bezug auf seine Rechte und Pflichten, die mit dem Abschluss eines Reisevertrages entstehen können (Hinweis auf die Allgemeinen Geschäftsbedingungen des vermittelten Reiseveranstalters, der Reiseversicherung oder des Hotels);
- Beratung in Bezug auf die Auswahl des Reiseveranstalters, des Reiseziels und der Reiseart;
- Sorgfältige Auswahl seiner Vertragspartner: das Gesetz kennt hier die Sorgfaltspflicht und ein Reisevermittler kann unter bestimmten Voraussetzungen Schadenersatz pflichtig werden, wenn er ihm bekannte Probleme oder Schwierigkeiten eines von ihm vermittelten Reiseveranstalters dem Kunden nicht vor Reisevertragsabschluss zur Kenntnis bringt;
- Ordnungsgemäße Weiterleitung der Buchung an den Reiseveranstalter: darunter fällt eine den Vorschriften entsprechende Ausstellung einer Buchungsbestätigung, die telefonische Weitergabe oder mittels elektronischer Medien erfolgte Weitergabe (Buchungssysteme) der Buchungsdaten an den Reiseveranstalter; Informationen vom Reiseveranstalter an den Kunden; die Aushändigung von Reiseunterlagen bei gleichzeitiger Entgegennahme der Rest- oder Bezahlung;
- Vertretung der Interessen seiner vermittelten Reiseveranstalter-Partner: ein Reisevermittler darf keine seinem Handelsherren abträgliche oder nachteilige Zusagen gegenüber Kunden tätigen; er darf nicht in die aktive Formulierung einer Kundenreklamation eingreifen;

Folgende Pflichten treffen einen Reisevermittler nur unter bestimmten Voraussetzungen:
1. Information über Einreise- und Devisenbestimmungen, soweit diese ihm von Veranstalter zur Verfügung gestellt werden oder über Informationssysteme, im Speziellen des TIM (Travel Manual Information, eine monatlich aktualisierte Datenbank von Fluglinien und anderen Behörden);
2. Hinweis auf die Abschlussmöglichkeit einer Reisestorno- und Krankenversicherung

Beide Pflichten hat er aber nur dann zu erfüllen, wenn entweder keine entsprechenden Informationen in den Buchungsunterlagen (Katalog, Faltprospekte u. a.) des Reiseveranstalters zu finden sind oder wenn er vom Kunden darauf angesprochen wird.
Ein Reisevermittler haftet nicht für die ordnungsgemäße Durchführung der Reise bzw. Erbringung der Reiseleistungen. Daher sind Reklamationen auch nicht an den Reisevermittler zu stellen, sondern immer an den Reiseveranstalter.

## Rechte eines Reisevermittlers aus einem Vermittlungsvertrag
- Anspruch auf eine Erfolgsvergütung (Provision) von seinem Handelsherren (Reiseveranstalter)
- Anspruch auf eine Vermittlungsprovision vom vermittelten Anbieter (Hotel, Fluglinie, Autovermieter usw.)
- Anspruch auf Ersatz seiner Barauslagen, z. B. Kommunikationskosten, Kosten im Zusammenhang mit der Besorgung eines Visums; diese Kosten müssen jedoch spätestens beim Abschluss des Reisevertrages bestimmbar sein;

## Unterscheidung Reisebüro als Reiseveranstalter oder Reisevermittler
Ein Reisebüro kann sowohl selbst Reiseveranstalter sein als auch Reisevermittler als auch Besorger einer Reiseleistung. Ob es dabei als Reiseveranstalter oder Reisevermittler/Besorger auftritt, hängt im Wesentlichen davon, wie das Reisebüro gegenüber dem Kunden auftritt.
Dabei kommt es alleine auf die Sicht des Reisenden an (§ 651a II BGB). Daher muss ein Reisebüro unmissverständlich dem Kunden zu erkennen geben, dass es die vermittelten Leistungen nicht im eigenen Namen erbringen will, sondern vermittelt. Treten dabei aus der Sicht des Kunden Zweifel auf, ist der Vermittler als der Reiseveranstalter zu betrachten, mit allen rechtlichen Konsequenzen wie Reisesicherungsschein, Erfüllung der EU-Informationspflichten, Haftung für Gewährleistung usw.
Zweifel können beispielsweise sein bzw. aufkommen, wenn
- in den Reiseunterlagen ein Hinweis auf die für den Reisevertrag geltenden allgemeinen Reisebedingungen des Reiseveranstalters fehlt,
- in den Reiseunterlagen der Name des tatsächlichen Reiseveranstalters fehlt,
- die Ausschreibung einer Reise auf eigenem Geschäftspapier ohne Hinweis auf den tatsächlichen Reiseveranstalter erfolgt,
- wenn das Reisebüro selbst den Verkaufspreis kalkuliert

## Besteuerung von Reisevermittlungsleistungen

### Deutschland
Die Handelsspanne (Marge) unterliegt dem Normalsteuersatz der Umsatzsteuer.

### Österreich
Das österreichische Umsatzsteuergesetz (UStG) unterscheidet dabei zwischen
- Reise-Besorgung: hat der Reiseveranstalter einen eingetragenen Unternehmenssitz in Österreich und die Reise führt in ein EU-Land, spricht man von einer Besorgung und der Rabatt ist gemäß UStG mit der Margensteuer zu belegen; diese beträgt 20 Prozent.

Beispiel: Ein österreichischer Reisevermittler besorgt eine Pauschalreise von einem österreichischen Reiseveranstalter in die Türkei: kein EU-Land, daher zwar eine Reise-Besorgung, unterliegt jedoch nicht der Margensteuer; ein österreichischer Reisevermittler besorgt eine Pauschalreise von einem österreichischen Reiseveranstalter nach Griechenland: ist ein EU-Land, daher unterliegt die Reise der Margensteuer.
- Reise-Vermittlung: hat der vermittelte Reiseveranstalter keinen eingetragenen Unternehmenssitz in Österreich, so ist die Provision umsatzsteuerfrei.

Beispiel: Ein österreichischer Reisevermittler vermittelt eine Reise von TUI Touristik Union International GmbH Hannover – nicht aber, wenn es aus einem Katalog von TUI Austria gebucht wird, weil da der Sitz in Österreich ist.
Das österreichische Mehrwertsteuergesetz unterscheidet somit zwischen Rabatt und Provision.